# Bedřich Smetana
Bedřich Smetana (cách đọcⓘ) là nhà soạn nhạc Séc sinh ngày 2 tháng 3 năm 1824 tại Litomyšl vùng Bohemia (hồi đó thuộc Áo-Hung, bây giờ thuộc Cộng hòa Séc) và mất ngày 12 tháng 5 năm 1884 tại Praha. Ông được biết đến nhiều nhất với bài thơ giao hưởng Vltava, bài thứ hai trong tập thơ giao hưởng sáu bài với tên gọi Má vlast (Đất nước tôi).
Năm 1856, Smetana sang Goetheborg, Thụy Điển để làm nhạc trưởng dàn nhạc của Hội Yêu Nhạc thành phố này. Trong thời gian sống ở đây, ông sáng tác các bản giao hưởng: Richard III; Wallensteins Lager. Từ 1862, Smetana sống ở Prague, Smetana là giám đốc Nhà hát kịch quốc gia Séc. Ông có ảnh hưởng sâu sắc tới đời sống âm nhạc thủ đô Prag. Trên cơ sở dân ca và vũ nhạc Séc, ông sáng tác "Die Moldau", "Durch Boehmens Hain und Flur". Những ca kịch kể về các anh hùng Séc trong cuộc đấu tranh giành độc lập là "Dalibor"; "Libussa". Smetana là người khởi xướng nền tân nhạc Séc. Với những sáng tác của mình, Smetana và Dvorak là những nhạc sĩ đã đưa nền âm nhạc Séc tới công chúng yêu âm nhạc trên thế giới.

## Tiểu sử

### Những năm đầu đời

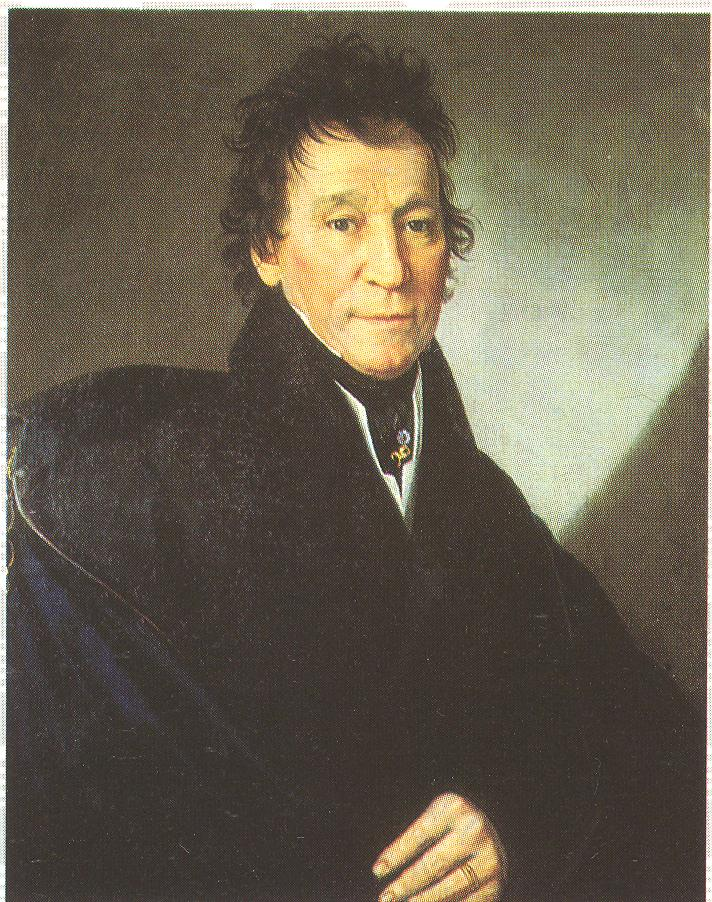
Frantisek Smetana, cha của Bedřich Smetana

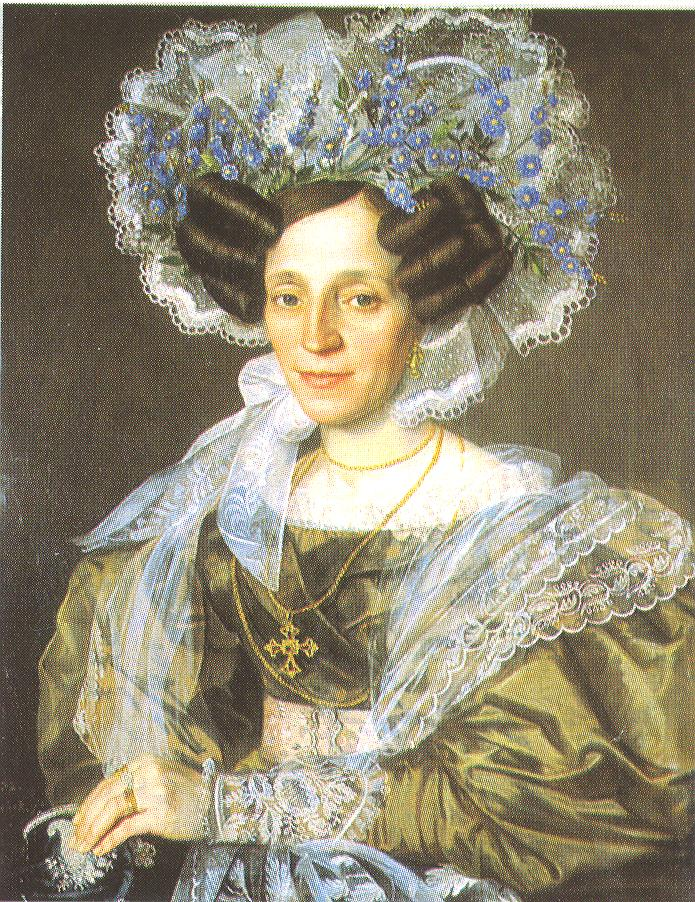
Barbora Smetanová, mẹ của Bedřich Smetana

Smetana có cha là một người nấu rượu bia cho một bá tước. Người cha này có tư tưởng tốt đẹp và ảnh hưởng đến con trai nên Smetana thừa hưởng tư tưởng đó từ cha mình. Gia đình Smetana thường rời chỗ ở. Chính cuộc sống nay đây mai đó đã giúp cho Smetana tiếp xúc với nhiều dân ca, dân vũ của các địa phương. Gia đình ông thường tổ chức các buổi hòa nhạc. Và Smeatana đã có niềm đam mê âm nhạc từ nhỏ. Khi mới chỉ là cậu bé 4 tuổi, Smetana đã học chơi violin; 5 tuổi, ông đã chơi cho một dàn tứ tấu và đến năm 6 tuổi thì đã biểu diễn piano trước công chúng. Smetana đã có sáng tác đầu tiên khi được 8 tuổi. 

### Khi trưởng thành

#### Thời thanh niên
Khi 19 tuổi, do mâu thuẫn với cha mình, Smetana bỏ nhà, lên sống tại Praha trong sự nghèo đói. Vào khoảng thời gian này, ông học âm nhạc ở người thầy J. Proksch. Và cũng trong lúc này, một người quan trọng đã xuất hiện trong cuộc đời của Smetana: Franz Liszt. Smetana quen biết Liszt sau khi nghe nhà soạn nhạc Hungary này biểu diễn. Hai người đã trở thành bạn của nhau. Khi đã 24 tuổi, Smetana đã tinh thông kỹ thuật sáng tác và biểu diễn. Tuy nhiên, người đương thời mới chỉ đánh giá cao khả năng biểu diễn của Smetana (cũng như khả năng sư phạm của ông) chứ chưa đánh giá với mức tương tự cho khả năng sáng tác của ông. Vào đúng lúc đó, Liszt đã truyền cho ông tình yêu sáng tác âm nhạc. Lại đúng lúc ấy, một sự kiện lịch sử đã diễn ra: khởi nghĩa vũ trang tại Praha năm 1848. Smetana có tham gia vào cuộc khởi nghĩa đó. Tất cả những điều này đã khiến Smetana sáng tác một loạt tác phẩm. Vì là người tham gia vào cuộc khởi nghĩa tại Praha nên Smetana không tránh khỏi bị ảnh hưởng. Chính quyền phản động khi đó đã ráo riết khủng bố các lực lượng dân chủ. Chính vì thế, nhà soạn nhạc Séc buộc phải lánh nạn sang Thụy Điển vào năm 1856. Khi đặt chân đến quốc gia Bắc Âu này, Smetana trở thành người đứng đầu của Hội khuyến nhạc Goteberg, đồng thời là người cầm đũa chỉ huy nhiều buổi hòa nhạc của hội này. 

#### Tuổi trung niên
Vào mùa xuân năm 1861, Smetana trở về thành phố Praha và là một trong những người lãnh đạo của phong trào âm nhạc ở Praha. Hoạt động âm nhạc của ông rất phong phú: biểu diễn, viết báo, chỉ huy dàn nhạc giao hưởng, lãnh đạo các tổ chức âm nhạc. Thập niển 1860 chứng kiến đỉnh cao trong sáng tác của Smetana. Năm 1874, ông đối diện với một sự bất hạnh: bị điếc. Căn bệnh đó không thể cứu chữa được, nhưng Smetana vẫn tiếp tục sáng tác và tham gia các hoạt động xã hội. Chính trong khoảng thời gian này ông viết tác phẩm xuất sắc nhất: Má vlast.

#### Qua đời
Bedřich Smetana qua đời vào ngày 12 tháng 5 năm 1884 tại bệnh viện tâm thần của Praha, hưởng thọ 60 tuổi. 

## Sự nghiệp âm nhạc
Danh sách những opera của Bedřich Smetana:
- Braniboři v Čechách (Brandenburgers tại Bohemia)
- Prodaná nevěsta (Cô dâu bị bán đi)
- Dalibor
- Libuše
- Dvě vdovy (Hai bà góa phụ)
- Hubička (Nụ hôn)
- Tajemství (Điều bí mật)
- Čertova stěna (Bức tường của con quỷ)